# رنو سیمبل
رنو سیمبل یا رنو سمبل (به فرانسوی: Renault Symbol) (در زبان فرانسوی سَمبُل تلفظ می‌شود.) که در برخی بازارها به نام «تالیا» (Thalia) عرضه می‌شود، یک خودرو سوپرمینی تولیدشده توسط شرکت فرانسوی رنو است. این خودرو در اواخر سال ۱۹۹۹، تحت نام «سَمبل کلیو» (Symbol Clio) به‌عنوان نسخهٔ سدان (سالن) نسل دوم رنو کلیو معرفی شد و بر خلاف نسخهٔ هاچ‌بک، تنها در کشورهایی که در آن آمار فروش سدان‌ها (سالن‌ها) به‌طور سنتی بیش از هاچ‌بک‌ها بودند، به بازار عرضه شد. این خودرو در اروپای غربی نیز عرضه می‌شود.

## نگارخانه

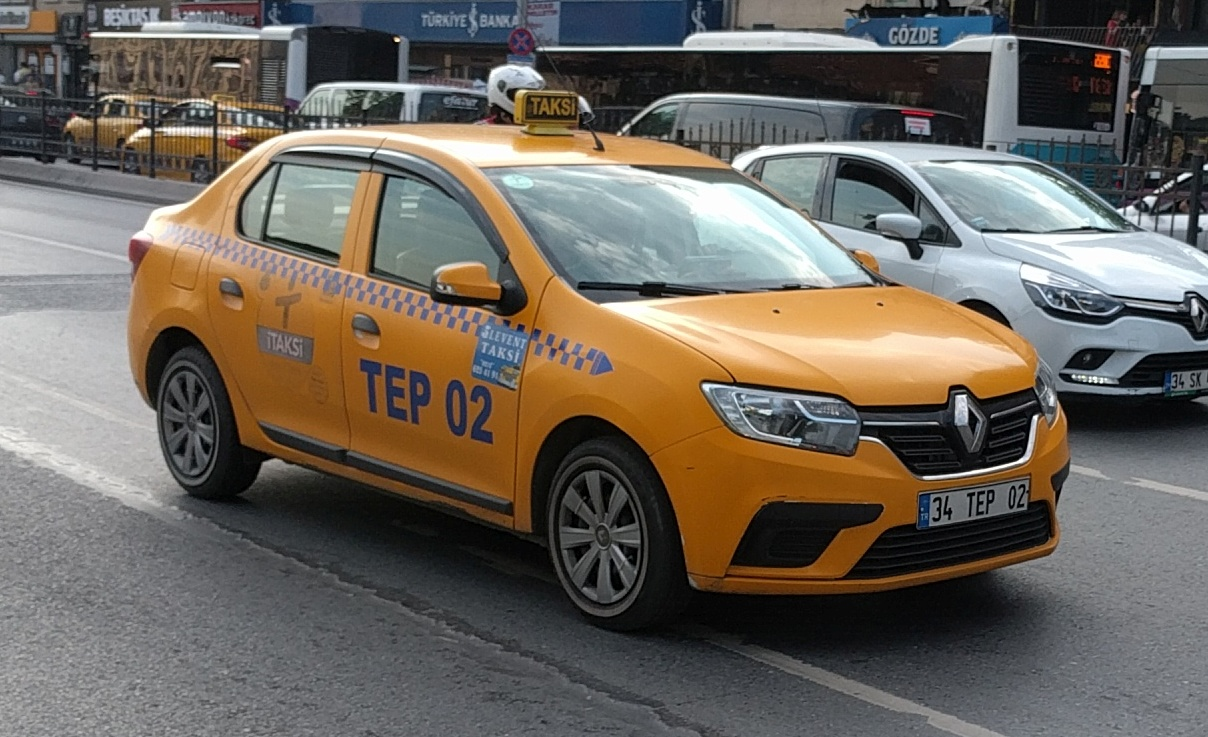
تاکسی رنو سمبل در ترکیه
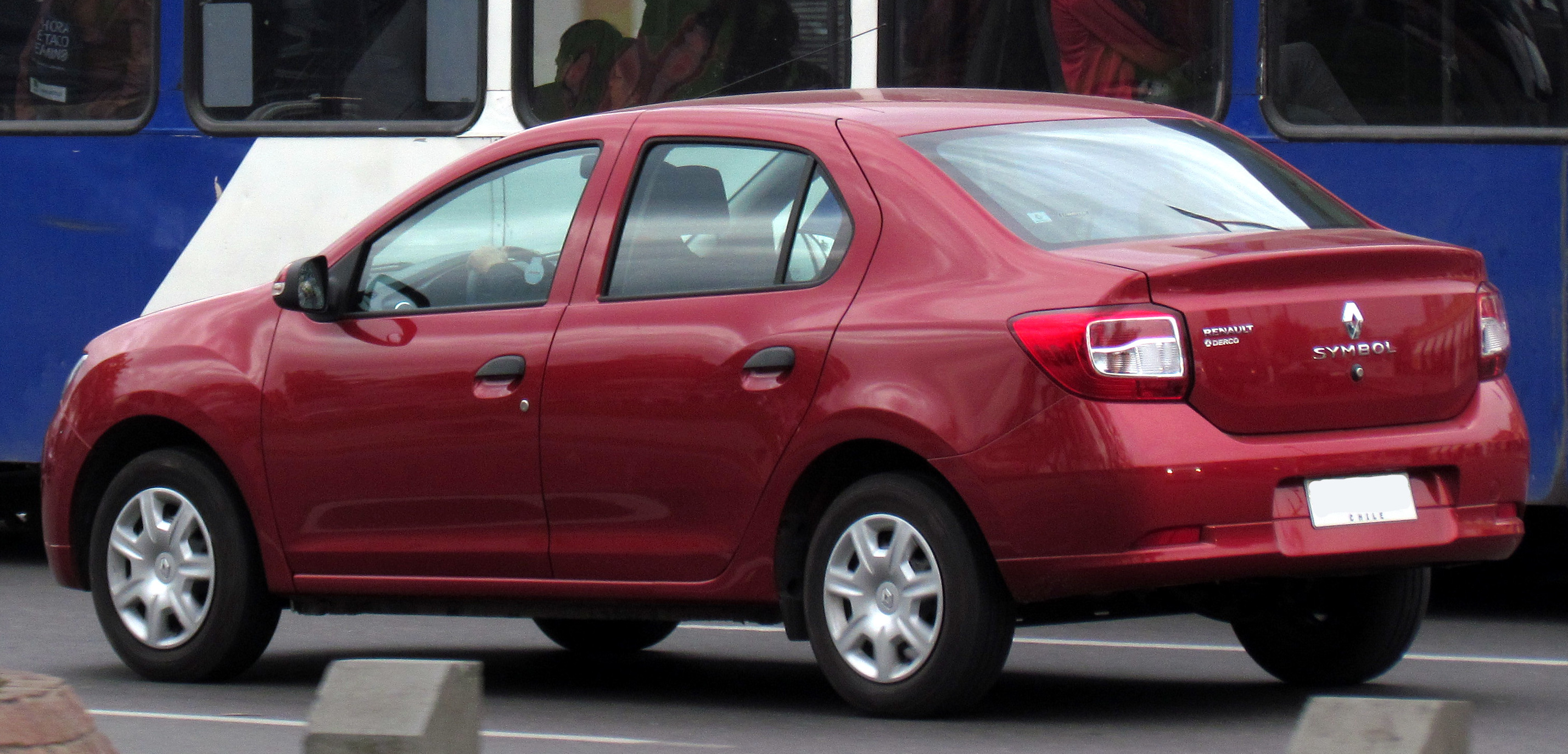
نمای پشت